# Тарнополь, Фёдор Тихонович
Фёдор Тихонович Тарнополь (22 декабря 1917, Андреевка, УНР — май 1991) — советский архитектор. Лауреат Государственной премии РСФСР в области архитектуры (1985) и премии Совета Министров СССР (1984).

## Биография
Родился 22 декабря 1917 года в селе Андреевка (ныне Харьковская область Украины) в бедной крестьянской семье. Рано остался без родителей и вместе с двумя братьями попал в детский дом. Окончив в 1934 году школу ФЗУ, работал токарем на заводе. Одновременно посещал занятия на вечернем рабфаке при Харьковском институте инженеров коммунального строительства. Через два года поступил на архитектурный факультет этого института. Защитил диплом в 1941 году, на третий день после начала Великой Отечественной войны.
Через две недели после защиты диплома вместе с однокурсниками был направлен в Москву, на ускоренные курсы воентехников. С октября 1941 года — в действующей армии. Принимал участие в обороне Москвы, Сталинградской битве, битве на Курской дуге, Висло-Одерской операции, штурме Берлина.
После окончания войны около трёх лет проработал в Харьковском отделении Горстройпроекта, где под руководством Г. Г. Вегмана занимался восстановлением разрушенных Харькова и Запорожья. По совету Г. Г. Вегмана в 1948 году отправился в Москву и поступил в Институт аспирантуры Академии архитектуры СССР. Проучившись два года, оставил аспирантуру, решив заняться практической деятельностью.
С начала 1950-х годов работал в управлении «Моспроект-1». Занимал должность архитектора, затем — главного архитектора проектов — руководителя архитектурно-строительной бригады. Работал с такими мастерами советской архитектуры как Н. Д. Колли, Б. М. Иофан, З. М. Розенфельд, А. Г. Рочегов, В. А. Нестеров, А. Д. Ястребов. Принимал участие в застройке 6-го квартала района Песчаных улиц.
С 1960-х годов в составе мастерской № 8 «Моспроекта-1» занимался застройкой и реконструкцией Куйбышевского района Москвы. Среди его реализованных проектов — здание райкома КПСС и исполкома Куйбышевского района, футбольный манеж ДСО «Спартак», застройка районов Черкизово и Гольяново, Открытого шоссе, Большой Черкизовской улицы и Преображенской площади, инженерно-лабораторные корпуса электрозавода имени Куйбышева, здание Московского городского суда, ресторан на Большой Черкизовской улице, киноконцертный зал имени Моссовета на Преображенской площади, кинотеатр «Севастополь», ТЭО демонстрационного зала для Олимпиады-80, индивидуальные кирпичные дома в Сокольниках.
Член КПСС с 1944 года. Член Союза архитекторов СССР с 1947 года. Неоднократно возглавлял партийную организацию мастерской № 8. Как член общества «Знание», выступал с беседами, посвящённым вопросам реконструкции Куйбышевского района.
В последние годы работал главным архитектором проектов мастерской № 6 «Моспроекта-1».
В 1940-х годах жил в Москве по адресу: Суконная улица, дом 2, квартира 2 (улица упразднена, находилась между Маломосковской улицей и Зубаревым переулком).
Умер в мае 1991 года.

## Награды
- Государственная премия РСФСР в области архитектуры (1985) — за архитектуру и строительство киноконцертного зала имени Моссовета на Преображенской площади в Москве (в составе коллектива)[3]
- Премия Совета Министров СССР (1984)[2][3] — за проектирование промышленного комплекса «Микромашина»[4]
- Два ордена Красной Звезды[3]
- Орден Отечественной войны II степени[3]
- 11 боевых медалей[3], в том числе «За оборону Москвы»[9]
- Медаль «В ознаменование 100-летия со дня рождения Владимира Ильича Ленина»[1]